# Geografija Južne Koreje
Južna Koreja je v Vzhodni Aziji, na južnem delu Korejskega polotoka, ki leži na skrajnem vzhodu azijskega kopnega. Edina država, ki si deli kopensko mejo z Južno Korejo, je Severna Koreja, ki leži na severu z 238 kilometri meje, ki poteka vzdolž korejske demilitarizirane cone. Južna Koreja je večinoma obdana z vodo in ima 2413 kilometrov obale vzdolž treh morij: na zahodu je Rumeno morje (imenovano Sohae korejsko 서해; hanja 西海; v Južni Koreji dobesedno pomeni 'zahodno morje'), na jugu je Vzhodnokitajsko morje in na vzhodu Japonsko morje (imenovano Donghae korejsko 동해; hanja 東海; v Južni Koreji dobesedno pomeni 'vzhodno morje'). Geografsko gledano je kopenska površina Južne Koreje približno 100.364 kvadratnih kilometrov. 290 kvadratnih kilometrov Južne Koreje pokriva voda. Približne koordinate so 37° severno, 128° vzhodno.

## Območje in meje
Korejski polotok se razteza proti jugu od severovzhodnega dela azijske celinske kopne. Japonska otoka Honšu in Kjušu sta približno 200 kilometrov proti jugovzhodu čez Korejski preliv, kitajski polotok Šandong pa leži 190 kilometrov proti zahodu. Zahodno obalo polotoka na severu omejuje Korejski zaliv, na jugu pa Rumeno morje in Korejski preliv; vzhodno obalo obdaja Japonsko morje. Obala, dolga 8640 kilometrov, je zelo razvejana. Ob polotoku leži približno 3579 otokov, večina jih je vzdolž južne in zahodne obale.
Po drugi svetovni vojni in pred 25. junijem 1950 je bila meja med obema korejskima državama osemintrideseti vzporednik zemljepisne širine. Po korejski vojni je mejo med njima tvorila Korejska demilitarizirana cona (DMZ). Demilitarizirano območje (DMZ) je močno varovan, 4000 metrov širok pas kopnega, ki poteka vzdolž demarkacijske črte, določene s korejskim sporazumom o premirju, od vzhodne do zahodne obale v dolžini 241 kilometrov (238 kilometrov te črte od kopenske meje s Severno Korejo).
Skupna površina polotoka, vključno z otoki, znaša 223.170 kvadratnih kilometrov. Približno 44,8 odstotka (100.210 kvadratnih kilometrov) te površine, brez območja znotraj DMZ, predstavlja ozemlje Republike Koreje. Skupna ozemlja Severne in Južne Koreje sta približno enake velikosti kot Združeno kraljestvo. Samo Južna Koreja je približno velikosti Portugalske ali Madžarske ali ameriške zvezne države Indiana.
Največji otok, provinca Čedžu, leži ob jugozahodnem vogalu polotoka in ima površino 1825 kvadratnih kilometrov. Med drugimi pomembnimi otoki so skali Ulleung in Liancourt v Japonskem morju ter otok Ganghva ob ustju reke Han. Čeprav je vzhodna obala Južne Koreje na splošno nerazčlenjena, sta južna in zahodna obala nazobčani in nepravilni. Razlika je posledica postopnega dvigovanja vzhodne obale, medtem ko se južna in zahodna obala pogrezata.

## Topografija in hidrohrafija
Južna Koreja je večinoma gorata, saj tri četrtine njenega kopnega sestavljajo gore. Zgodnji evropski obiskovalci Koreje so pripomnili, da je dežela zaradi velikega števila zaporednih gorskih verig podobna »morju v močnem vetru«. Številne visoke gore, ki presegajo 1000 m in so skoncentrirane na severu in vzhodu, tvorijo topološko hrbtenico države. V Južni Koreji sta dve glavni gorski verigi: gorovje Tebek in gorovje Sobek. Najvišji gorski vrh v Južni Koreji je Hallasan (1950 m), ki je stožec vulkanske formacije, ki sestavlja otok Črdžu (otok)|Čedžu]]. Geološko kopno sestavljajo predkambrijske kamnine, kot je granit.
Približno 30 odstotkov površine Južne Koreje sestavljajo nižine, preostanek pa višavje in gore. Velika večina nižavja leži ob obalah, zlasti na zahodni obali, in ob večjih rekah. Najpomembnejše nižine so ravnina reke Han okoli Seula, obalna ravnina Pjongtek jugozahodno od Seula, porečje reke Geum, porečje reke Nakdong ter ravnini reki Jongsan in Honam na jugozahodu. Ozka obalna ravnina se razteza vzdolž vzhodne obale. Nedavna globalna analiza daljinskega zaznavanja je pokazala, da je v Južni Koreji 1833 km2 plimskih ravnic, kar jo uvršča na 17. mesto po obsegu plimskih ravnic.
Nakdong je najdaljša reka v Južni Koreji (521 km). Reka Han, ki teče skozi Seul, je dolga 514 km, reka Geum pa 401 km. Te tri reke izvirajo v gorovju Tebek. Druge večje reke so Imdžin, ki teče skozi Severno in Južno Korejo in tvori estuarij z reko Han; Bukhan, pritok reke Han, ki prav tako teče iz Severne Koreje in Somjin. Glavne reke tečejo od severa proti jugu ali od vzhoda proti zahodu in se izlivajo v Rumeno morje ali Korejski preliv. Običajno so široke in plitve ter imajo velika sezonska nihanja v pretoku vode.
V začetku 20. stoletja in zlasti v obdobju med drugo svetovno vojno in korejsko vojno ter po njej je bil velik del obstoječih korejskih gozdov posekan, kar je povzročilo težave s poplavami in erozijo tal. Kombinacija prizadevanj za pogozdovanje (npr. dan dreves je bil od leta 1949 praznovan kot državni praznik) in politik, namenjenih zmanjšanju uporabe drv kot vira energije (npr. omejitev dotoka drv v Seul in druga večja mesta od leta 1958), je pripomogla k okrevanju v 1950-ih. Celoviti programi pogozdovanja, ki so se začeli v 1970-ih in nadaljevali v poznih 1990-ih, so pripomogli k pospešitvi povečanja obsega gozdov. Gozdna pokritost je leta 1980 dosegla vrhunec 65 % nacionalne površine, v primerjavi z najnižjo vrednostjo 35 % leta 1955.
Novica, da Severna Koreja gradi ogromen večnamenski jez ob vznožju Gumgangsana (1638 m) severno od demilitarizirane cone, je sredi 1980-ih v Južni Koreji povzročila precejšnjo zaskrbljenost. Leta 1987 je bil jez Gumgangsan pomembno vprašanje, ki ga je Seul želel izpostaviti v pogovorih s Pjongjangom. Čeprav je Seul pred olimpijskimi igrami leta 1988 dokončal 'mirovni jez' na reki Pukhan, da bi preprečil morebitno grožnjo projekta jezu v Pjongjangu, je bil severnokorejski projekt leta 1990 še vedno v začetni fazi gradnje.
Pomorske terjatve:

teritorialno morje:
12 nmi (22.2 km; 13.8 mi); med 3 nmi (5,6 km; 3,5 mi) in 12 nmi (22,2 km; 13,8 mi) v Korejskem prelivu

sosednji pas:
24 nmi (44,4 km; 27,6 mi)

izključni ekonomski pas:
200 nmi (370,4 km; 230,2 mi)

celinski pas:
ni določeno
Ekstremne višinske točke:

najnižja točka:
Gladina morja 0 m

najvišja točka:
Hallasan 1.950 m (6.400 ft)

## Podnebje
Južna Koreja, ki je del vzhodnoazijske monsunske regije, ima vlažno celinsko in vlažno subtropsko podnebje s štirimi različnimi letnimi časi. Gibanje zračnih mas z azijske celine ima večji vpliv na vreme v Južni Koreji kot gibanje zraka s Tihega oceana. Zime so običajno dolge, hladne in suhe, poletja pa kratka, vroča in vlažna. Pomlad in jesen sta prijetni, a kratki. Povprečna temperatura Seula v januarju je od -5 do -2,5 °C; julija je povprečna temperatura približno od 22,5 do 25 °C. Zaradi svoje južne lege in ob morju ima otok Čedžu toplejše in milejše vreme kot drugi deli Južne Koreje. Povprečne temperature na Čedžuju se gibljejo od 2,5 °C v januarju do 25 °C v juliju.
Država ima na splošno dovolj padavin za ohranjanje kmetijstva. Redko pade manj kot 750 milimetrov padavin v enem letu; večinoma pade več kot 1000 milimetrov padavin. Količina padavin pa se lahko iz leta v leto razlikuje. Hude suše se pojavijo približno enkrat na osem let, zlasti v jugozahodnem delu države, kjer pridelujejo riž. Približno dve tretjini letnih padavin pade med junijem in septembrom.
Južna Koreja je manj ranljiva za tajfune kot Japonska, Tajvan, vzhodna obala Kitajske ali Filipini. Običajno lahko pričakujemo od enega do tri tajfune na leto. Tajfuni običajno prečkajo Južno Korejo pozno poleti, zlasti avgusta in prinesejo hudourniško deževje. Poplave občasno povzročijo precejšnjo škodo, prav tako zemeljski plazovi, glede na to, da je država na splošno gorata.
Septembra 1984 so rekordne poplave povzročile smrt 190 ljudi in 200.000 jih je ostalo brez domov. Ta nesreča je severnokorejsko vlado spodbudila, da je ponudila izjemno humanitarno pomoč v obliki riža, zdravil, oblačil in gradbenega materiala. Južna Koreja je te predmete sprejela in jih razdelila žrtvam poplav.

### Deževna sezona
Deževna sezona v Južni Koreji se nanaša na pojav, pri katerem poleti več dni neprekinjeno dežuje ali je odvisno od vremena ali samega dežja. Deževna sezona v povprečju traja od 30 do 35 dni, vendar v tem obdobju ne dežuje neprekinjeno. Dežuje približno 15 do 20 dni, od tega le približno 12 do 16 dni zaradi stagnirajoče fronte. Vendar se deževna sezona iz leta v leto zelo razlikuje. Deževna sezona je značilna za poletno vreme v vzhodnoazijskih državah, vključno z Republiko Korejo in predstavlja več kot 30 % padavin na Korejskem polotoku. Zaradi tega nekateri deževno sezono imenujejo peta sezona. Običajno gre za obliko hudourniškega deževja, ki nenadoma lije in nato preneha. Predvsem nedavno deževno sezono imenujejo nočna deževna sezona in je pogosto v obliki zatišja čez dan, ponoči pa se lije lokalno močno deževje. V oblačnih dneh se lahko zgornja plast čez dan segreje in ne tla, ponoči pa oblaki zadržujejo toploto spodnje plasti, medtem ko se zgornja plast ohladi, zato se razvije konvekcija. Glede na to, da plohe prihajajo čez dan, noči predstavljajo visok odstotek, kar 55 %. Med hladno in vlažno zračno maso Ohotskega morja, ki je na severni ruski obali, in vročo in vlažno zračno maso severnega Pacifika v bližini otokov Ogasavara, se ustvari izrazita fronta zgoščenosti, kar povzroči deževno sezono. Vendar pa v primeru Korejskega polotoka k deževni sezoni ne prispeva le zračna masa Ohotskega morja, temveč tudi hladna in suha sibirska zračna masa. Drug vzrok za deževno sezono naj bi bila Beringovo morje in Tibetanska planota. Natančneje, hitrost nastajanja visokega zračnega tlaka se spreminja glede na količino ledu v Beringovem morju in količino snega, ki se je nabral na Tibetanski planoti, saj se deževna sezona začne s hitrostjo, s katero se premika vsak visok zračni tlak na severu in jugu Korejskega polotoka. Zaradi tega deževna obdobja v tujini veljajo za nekakšno vzhodnoazijsko sezonsko vetrovno podnebje. Deževna sezona se konča, ko se severnopacifiški visoki tlak razširi in flota Ohotskega morja umakne. Od takrat, ko je severnopacifiški visoki tlak začel prevladovati na Korejskem polotoku, se je vročinski val začel resno in vstopil v sredino poletja. Vendar pa se v obdobju od poletja do jeseni, ko se severnopacifiški visoki tlak skrči in se hladen zrak na severu razširi, stagnirajoča fronta spet premakne proti jugu in se usede blizu Korejskega polotoka, kar imenujemo jesenska deževna sezona ali druga deževna sezona. Jesenska deževna sezona se običajno pojavi med koncem avgusta in začetkom septembra, in čeprav je običajno krajša od zgodnje poletne deževne sezone, včasih pade več dežja kot poletna deževna sezona.
Zaradi hudih podnebnih sprememb, ki jih povzroča globalno segrevanje v Indiji, so se dnevne temperature od sredine aprila dvignile na 32 stopinj Celzija, konec aprila pa na 39 stopinj, kar je povzročilo močan vročinski val sredi poletja, ki je v začetku junija 2022 prizadel tudi Korejo.
Vodja Korejske meteorološke uprave je leta 2022 poudaril, da je nemogoče napovedati nedavno močno deževje in da se zdi, da tradicionalni izraz 'deževni čas' zdaj ne velja več.

### Rumeni prah
Azijski prah, v Koreji znan kot rumeni prah, se nanaša na pojav, pri katerem se ob prehodu nizkega zračnega tlaka skozi puščavsko območje Kitajske zaradi močnih vetrov in topografije v zraku ali pristane velika količina rumenega prahu, kar vpliva na Korejo. Rumeni prah se pojavlja v puščavskih območjih na Kitajskem in v Mongoliji, Južno Korejo pa prizadene še več dejavnikov, povezanih s peščenimi delci, ki nastanejo tukaj. Puščave, kjer se običajno pojavlja rumeni prah, vključujejo Taklamakan, Ordos in Gobi. V Južni Koreji se rumeni prah običajno pojavlja spomladi, zlasti aprila. Rumeni prah je bil zabeležen že od antičnih časov, škoda pa ni bila tako huda, ker je bila v antičnih časih le peščena nevihta, v sodobnem času pa se škoda zaradi hitre industrializacije in dezertifikacije Kitajske še povečuje.
Poleti ali jeseni imajo korenine in rastline vlogo pri zadrževanju peska. Spomladi pa se suha zemlja, ki je bila pozimi zamrznjena, stopi in razgradi na majhne koščke, kar povzroči majhen peščeni prah, manjši od 20 μm. Ko nizek tlak prehaja nad nastalim peščenim prahom, se ta z močnim vzpenjajočim se zračnim tokom dvigne v visoko nebo 3000–5000 m, nato pa potuje v zahodnih vetrovih in curkih s hitrostjo približno 30 m na sekundo. Od takrat se je spustil iz Koreje in Japonske, kjer se je hitrost vetra upočasnila, včasih pa se je celo preselil v Združene države Amerike (april 1998). Od izvora do Korejskega polotoka pride v približno dveh do treh dneh. V Južni Koreji rumeni prah opazujejo 3 do 6 dni, predvsem od marca do maja vsako leto. Glede na skupno število opazovanj po vsej državi je bil opažen v regiji Jeolla-do (Gvangju, regija z največjim številom pojavov). Glede na število dni pojavljanja so Seul, Gjongi in zahodna obala dolgi. V redkih primerih so ga opazili v Seulu pozimi 1991 (od 30. novembra 1991 do 3. decembra). Zgodnji rumeni prah se je pojavil 25. januarja 1999, močan rumeni prah pa okoli 13. ure. 2. januarja 2001.
Vendar pa obstaja tudi nenavaden trend, kot je rumeni prah decembra 2022 pozimi.

### Tajfuni
Južna Koreja je manj ranljiva za tajfune kot Japonska, Tajvan, vzhodna obala Kitajske ali Filipini. Na leto lahko pričakujemo od enega do treh tajfunov. Tajfuni običajno prečkajo Južno Korejo pozno poleti, zlasti avgusta, in prinašajo hudourniško deževje. Poplave občasno povzročijo precejšnjo škodo, prav tako zemeljski plazovi, glede na to, da je država na splošno gorata. Tajfuni se pogosto pojavljajo od sredine poletja do zgodnje jeseni, julija, avgusta in septembra. Večina tajfunov, ki vdirajo na Korejski polotok, je skoncentriranih v tem obdobju, včasih pa se posredni učinki pojavijo junija in oktobra. Tudi oktober ima neposreden vpliv in pristane. Poleti voda na površini oceana, ki je prejela vročo toploto, izhlapi in se dvigne s konvekcijo ter kondenzira, sproščena latentna toplota pa ponovno segreje okoliško vodno paro do troposferskega vmesnika. V primeru tajfunov, ki ciljajo na Korejo, večina pade na Japonsko, otok Čedžu, okrožja Gjongsangnam-do in Jolanam-do pa so pogosto neposredno poškodovani. Vendar pa so septembra 1984 rekordne poplave povzročile smrt 190 ljudi in 200.000 jih je ostalo brez domov. Ta nesreča je severnokorejsko vlado spodbudila k ponudbi humanitarne pomoči brez primere v obliki riža, zdravil, oblačil in gradbenega materiala. Južna Koreja je te predmete sprejela in jih razdelila žrtvam poplav. Z napredovanjem globalnega segrevanja se bo moč tajfunov verjetno okrepila. Pravzaprav orkani, ki se pojavljajo v Atlantskem oceanu, kjer je povprečna temperatura vode za 1 do 2 stopinji višja kot v Tihem oceanu, povzročajo veliko večjo škodo kot tajfuni v Tihem oceanu. Od leta 2013 se je sezona tajfunov zaradi podnebnih sprememb zavlekla, saj se je število poletnih tajfunov zmanjšalo, število jesenskih pa povečalo. Sezona je bila oktobra 2013, 2020 in novembra 2019. Posledično se število supertajfunov povečuje.